# Йоханссон, Ванесса
Ване́сса Йо́ханссон (англ. Vanessa Johansson; род. 12 января 1979, Нью-Йорк, США) — американская киноактриса, старшая сестра Скарлетт Йоханссон.

## Биография
Ванесса Йоханссон родилась 12 января 1980 года в Нью-Йорке. Её отец, Карстен Йоханссон, — архитектор датского происхождения, сын сценариста и режиссёра Айнера Йоханссона. Её мать, Мелани Слоун, продюсер, происходит из еврейской семьи с корнями в Польше и Белоруссии (Несвиж). Родители Ванессы встретились в Дании. Младшая сестра Ванессы — актриса Скарлетт Йоханссон. У неё также есть два родных брата, Адриан и Хантер, и единокровный брат Кристиан от предыдущего брака её отца. Ванесса окончила Университет Карнеги — Меллон.
В 2008 году она сыграла одну из главных ролей в фильме Стивена Болдуина «Акула в Венеции», который был снят в Софии, Болгария. Фильм получил отрицательные обзоры, что негативно отразилось на её актёрской карьере.

## Фильмография
| Год  |    | Русское название       | Оригинальное название | Роль                       |
| ---- | -- | ---------------------- | --------------------- | -------------------------- |
| 1996 | ф  | Мэнни и Ло             | Manny & Lo            | Девочка на поле для гольфа |
| 2006 | ф  |                        | Shifted               | Кэтрин                     |
| 2007 | ф  | Битва за планету Терра | Battle for Terra      | Сора (озвучка)             |
| 2008 | ф  | Резервирование         | Reservations          | Тара                       |
| 2008 | ф  | День мертвецов         | Day of the Dead       | Регистратор                |
| 2008 | ф  | Битва В Пустыне        | The Objective         | Стейси Кейнс               |
| 2008 | ф  | Акула в Венеции        | Shark in Venice       | Лора                       |
| 2010 | тф |                        | Deal O'Neal           | Келли                      |
| 2012 | ф  |                        | Skavengers            | Сара                       |